# Сблъсък (роман)
Сблъсък (на английски: The Stand) е пост-апокалиптичен роман на ужасите на Стивън Кинг от 1978 г. Адаптиран е за телевизията през 1994 г., както и за комикс издаден от Марвел в 6 части.

## Кратко резюме
Внимание:  Текстът по-долу разкрива сюжета на произведението (или части от него)!
Сюжетът проследява събитията, случили се след разпространяването на смъртоносен вирус, съхраняван в свръхсекретна лаборатория. Вирусът убива за 24 часа. Групата оцелели трябва да се бори за живота си в един свят на разруха, смърт, глад и срещу злото, приело образа на могъщ магьосник, наречен Рандъл Флаг.